# Гусев, Фёдор Тарасович
Фёдор Тара́сович Гу́сев (29 апреля 1905, Закрапивенье — 9 марта 1987, Москва) — советский дипломат. Чрезвычайный и полномочный посол.

## Биография
Окончил Ленинградский институт советского строительства и права в 1931 году и Институт дипломатических и консульских работников НКИД в 1937 году.
С 1935 года работал в Народном комиссариате иностранных дел, в 1938—1939 годах — заведующий Третьим Западным, в 1941—1942 годах — Вторым Европейским отделом НКИД СССР (Англия и доминионы).
В 1942—1943 годах — посланник в Канаде, в 1943—1946 годах — посол в Великобритании, в 1946—1952 годах — заместитель министра иностранных дел СССР.
Принимал участие в Тегеранской, Ялтинской и Потсдамской конференциях.
По вопросу Черчилля о Гусеве Кларк Керр охарактеризовал его как грубого, неопытного и плохо воспитанного человека.
По мнению д-ра ист. наук Александра Орлова (к назначению Гусева послом в Великобританию), «Литвинов и Майский были хорошими дипломатами, но они привыкли просить, а тут уже пришло время требовать, для этого нужны были люди более жесткие — поехали Гусев и Громыко».
В 1956—1962 годах — посол в Швеции, затем работал в центральном аппарате МИДа, с 1975 года в отставке.
Депутат Верховного Совета СССР в 1946—1950 годах.
Похоронен на Кунцевском кладбище.

## Награды
- 2 ордена Ленина (3 ноября 1944; 5 ноября 1945)
- 2 Ордена Трудового Красного Знамени
- Орден «Дружбы народов»
- Орден «Знак Почёта»